# Torre Codina
La Torre Codina és una casa forta de Badalona, catalogada com bé cultural d'interès local. Està situada a la part alta del barri de Canyet, entre el torrent de Fregons i la carretera de Badalona a Montcada, i es considera una fita visual de la zona, per estar situada a prop de la carretera.

## Història
Es tenen notícies d'una edificació a la mateix finca des del segle xiii, quan era anomenada Can Pedrós, si bé la primera documentació clara és del 1540. Va pertànyer a diverses famílies nobiliàries que hi sojornaven a temporades, on dedicaven el temps principalment a la caça de l'os i el porc senglar. El 1576 va ser adquirida a Francesc Creus per Pere Bernat i Codina, ciutadà de Barcelona, de qui prendre el nom. D'aquesta època data la part més antiga del casal, que disposava de dos grans cellers, habitacions per al servei i les sales dels senyors al pis, on hi havia una capella.
El 1685 fou adquirida pel noble Francesc Antich i el 1770 passà a mans de Manuel d'Antic i de Móra, baró de Corbera. El 1797 l'heretà Francesca Dàvila. El Nomenclàtor de 1860 la descrivia com un «caserío», situat a 3,3 km. de la seu de l'Ajuntament, format per dos edificis habitats constantment, un de tres plantes i l'altre de més de tres plantes.
Era la residència dela família Alañà-Negre, descendents de Pere Negre de Can Negre de Sant Joan Despí. El 1943, Josep Maria Jujol, amic de la família, va realitzar una reforma en els antics cellers, en l'entrada i en el vestíbul: a l'escala hi va afegir una barana i arrambador de fusta, de perfil ondulat amb estilitzacions daurades i va folrar els graons amb fusta; va reconstruir els matacans amb totxo recremat d'una bòbila propera, d'aparença antiga, coberts amb una solera del mateix material.
A partir dels anys 1960, la masia s'anà degradant, i apareixeren diversos projectes per a transformar-la, entre ells un prostíbul de luxe, al qual es va oposar el veïnat. La situació s'estancà fins al 2003, quan fou adquirida per 1.800.000 euros per l'Ajuntament de Badalona, dirigit per la socialista Maite Arqué, incloent-hi les escultures «Àngel» i «Àliga» de Jujol, ubicades a la torre.

### Conservació i estat actual
Al Pla de Protecció del Patrimoni de l'Ajuntament de Badalona es considerava que la conservació i millora de l'edifici per part dels propietaris privats era encertada i que havia de seguir en aquella línia, sempre reparant quan fos necessari, especialment en les cobertes, si bé és un fet que en aquella època la conservació de la masia no era totalment bona. L'octubre de 2001, a l'Inventari del Patrimoni Arquitectònic del Parc de la Serralada de Marina incloïa la Torre Codina quan encara no era de titularitat pública, qualificant el seu estat de conservació com a bo; es creia convenient un pla de protecció basat en la conservació de la composició general i els materials de l'edifici. A més, calia la reconstrucció i reparació d'allò que fos necessari, tant a la casa com al jardí.
Malgrat la proposta de diversos projectes, com un hotel o un restaurant, la masia continua tancada avui dia i només s'han rehabilitat els jardins per a dur-hi a terme horts que són gestionats per persones a qui els toca per sorteig; el 2010 l'Ajuntament anunciava que una gestió pública era inassumible. Des de l'Associació de Veïns de Canyet s'ha demanat reiteradament un projecte per a la masia, que està fortament malmesa i li cal una rehabilitació amb urgència. Tanmateix, s'ha fet una crítica al president de l'associació, el popular Miguel Jurado, que va entrar a formar part del govern municipal el 2012, i des d'ençà no s'ha sentit res més sobre la Torre Codina.

## Descripció
Està formada per tres cossos, erigits en diverses fases: el nucli del casal, de forma quadrada, amb planta baixa, tres pisos i unes golfes, el pis superior té forma de galeries i la teulada és a tres vessants; en segon lloc es va edificar la torre, a un angle de la primera construcció, també de forma quadrada entremig d'ambdues parts de l'edifici, té cinc plantes d'alçada i és acabada en una teulada a quatre vessant en forma de piràmide.
Totes les finestres tenen la llinda, els brancals i els ampits de pedra. A més, tot el conjunt disposa d'elements defensius: a l'altura de les golfes hi ha tres grans matacans, dos d'ells fan angle amb la paret de la torre central i la part més antiga de l'edifici, de finals dels segles xv-xvi. A l'interior es conserva un celler gòtic amb volta de canó, que es va utilitzar com a masmorra per a pirates que atacaven les costes de Badalona a l'època moderna. També s'hi conserva una imatge de sant Gabriel, obra de Jujol.
El conjunt està envoltat per un mur que origina un pati interior; al jardí de darrere té indrets de caràcter romàntic, com la Font de la Rosa. L'entrada és per una porta coberta amb una teulada. La superfície total de la finca és de 2980 m².